# Ratimir
Ratimir z Panonii – władca Chorwacji panońskiej w latach 829-838, sukcesor Ljudevita Posawskiego.